# Onychogomphus kitchingmani
Onychogomphus kitchingmani là một loài chuồn chuồn ngô thuộc họ Gomphidae. Nó là loài đặc hữu của Zambia. Môi trường sống tự nhiên của nó là các con sông.